# Диканьский район
Диканьский район (укр. Диканський район) — упразднённая административная единица на востоке центральной части Полтавской области Украины. Административный центр — посёлок городского типа Диканька.

## География
Диканьский район расположен на востоке центральной части Полтавской области Украины.
С ним соседствуют
Зеньковский,
Шишацкий,
Решетиловский,
Полтавский,
Котелевский районы Полтавской области.
Площадь района — 700 км².
Административным центром района является посёлок городского типа Диканька.
Через район протекают реки
Ворскла,
Ковжиха,
Ольховая Говтва,
Доброшин,
Быстрая,
Кратова Говтва,
Великая Говтва (Средняя Говтва),
Гараганка.

## История
Район образован в 1923 году. 17 июля 2020 года в результате административно-территориальной реформы район вошёл в состав Полтавского района.

## Демография
Население района составляет 18 377 человек (2019),
в том числе городское — 7 662 человека,
сельское — 10 715 человек.

## Административное устройство
Район включает в себя:
| - Поселковых советов: 1 - Сельских советов: 12 | - Посёлков городского типа: 1 - Сёл: 58 |

### Местные советы[6]
| - Диканьский поселковый совет - Андреевский сельский совет - Байракский сельский совет - Балясненский сельский совет - Великобудищанский сельский совет - Великорудковский сельский совет - Водянобалковский сельский совет | - Надеждинский сельский совет - Нелюбовский сельский совет - Ордановский сельский совет - Петро-Давыдовский сельский совет - Стасовский сельский совет - Чапаевский сельский совет |

### Населённые пункты[7]
| с. Андреевка с. Андренки с. Байрак с. Балясное с. Борисовка с. Василевка с. Великая Рудка с. Великие Будища с. Веселовка с. Водяная Балка с. Гавронцы с. Глоды с. Горбатовка с. Горянщина с. Дейнековка | пгт Диканька с. Дьячково с. Дуброва с. Елизаветовка с. Жаданы с. Каменка с. Кардашовка с. Климковка с. Кокозовка с. Кононенки с. Кратова Говтва с. Кучеровка с. Ландари с. Ланы с. Малая Рудка | с. Марченки с. Межгорье с. Михайловка с. Надежда с. Нелюбовка с. Новая Василевка с. Одарюковка с. Олефирщина с. Онацки с. Ордановка с. Петренки с. Петро-Давыдовка с. Писаревщина с. Поповка с. Прони | с. Сивцы с. Слиньков Яр с. Сохацкая Балка с. Стаси с. Степановка с. Судовка с. Тополевка с. Трояны с. Фёдоровка с. Хоменки с. Чернечий Яр с. Чернещина с. Яроховка |

#### Ликвидированные населённые пункты[8]
| с. Бородаи с. Ивашковка с. Жовтневое с. Кишеньцы | с. Колодези с. Коротковка с. Соколовщина | с. Филоновка с. Харпакова Балка с. Шиловка |